# Aldeadávila de la Ribera
Aldeadavila de la Ribera là một đô thị ở tây bắc tỉnh Salamanca, phía tây Tây Ban Nha, cộng đồng tự trị Castile-Leon.
Aldeadavila de la Ribera có diện tích 46,18 km2, dân số năm 2008 là 1391 người. Khu vực này có độ cao 679 m trên mực nước biển.